# Peugeot 205 Turbo 16
De Peugeot 205 Turbo 16 is een rallyauto die door Peugeot werd ingezet tijdens het Groep B-segment in het Wereldkampioenschap Rally, vanaf het seizoen 1984 tot en met het seizoen 1986. Met de 205 T16 won Peugeot in 1985 en 1986 beide het rijders- en constructeurskampioenschap. Later werd de auto ingezet in langeafstandsevenementen, waaronder in de Parijs-Dakar Rally.

## Geschiedenis

### Ontwikkeling
Peugeot was in de jaren zestig en zeventig succesvol in langeafstandsevenementen, onder andere met overwinningen in de Safari Rally in 1975 en 1978, op dat moment al onderdeel van het Wereldkampioenschap Rally. Talbot, dat gedeeltelijk onderdeel was van Peugeot, kende in de vroege jaren tachtig een succesvolle periode in het WK, met overwinningen van Henri Toivonen en Guy Fréquelin, en de verrassende constructeurstitel die werd gepakt in het seizoen 1981. Talbot was op dat moment nog actief vanuit hun basis in Groot-Brittannië, maar vanaf 1982 kreeg Peugeot er complete controle over. Zij besloten het Talbot-project stop te zetten en begonnen vervolgens met de ontwikkeling van een auto die beter geschikt was voor de aankomende Groep B-klasse. De sportieve tak ging verder onder de naam Peugeot Talbot Sport, en voormalig navigator Jean Todt kreeg hierin de verantwoordelijke rol weggelegd als teamleider.

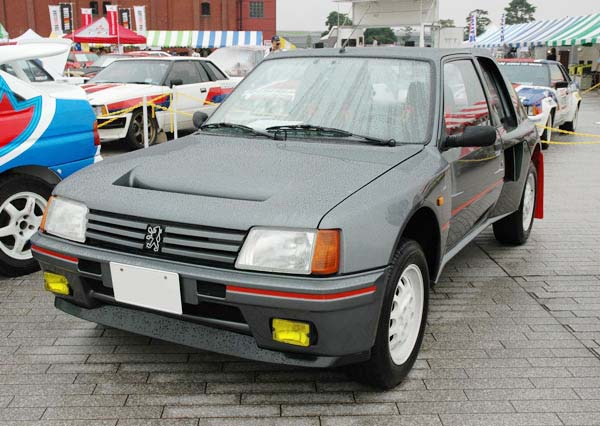
Een van de 200 geproduceerde straatversies van de 205 T16, bedoeld voor homologatie van het model

In tegenstelling tot Audi en Lancia, op dat moment twee grootmachten in de rallysport, besloot Peugeot zijn Groep B-auto te baseren op een klein hatchbackmodel, de Peugeot 205. De auto werd in de tweede helft van 1983 gepresenteerd aan het publiek. In tegenstelling tot menige concurrentie had de 205 T16 een centraal geplaatste motor, gelegen in transverse positie. In de benaming T16 stond T voor Turbo en 16 voor 16-klepper, dat laatste was op dat moment een ongewone combinatie bij turboaangedreven motoren. Net als Audi besloot het ook gebruik te maken van een vierwielaangedreven systeem. Door middel van wielkappen kreeg de auto een breder uiterlijk. De 205 T16 was daarnaast de eerste auto die gebruik maakte van een achterzijde die geheel los kon worden gemaakt, waardoor de monteurs met meer gemak aan de motor konden werken. Pakweg 200 modellen werden opgeleverd voor homologatie, die plaatsvond aan het einde van april in 1984.

### Competitief
Begin mei vond het competitieve debuut van de auto plaats tijdens de Rally van Corsica; ronde vijf van het kampioenschap in 1984. De oorspronkelijke testrijder Jean-Pierre Nicolas besloot voor Peugeot een kortstondige terugkeer te maken als rallyrijder, en als kopman van het team werd voormalig wereldkampioen Ari Vatanen aangetrokken. Na een voorzichtige start wist Vatanen na zeven klassementsproeven de leiding in het evenement op zich te nemen. Ondanks een paar foute bandenkeuzes in een regenachtig evenement, wist hij tot aan het begin van de derde dag van de rally de leidersplaats te behouden. Een flink ongeluk resulteerde uiteindelijk in een nul-resultaat voor de Fin, maar teamgenoot Nicolas wist de 205 thuis te brengen op een vierde plaats. Deze bliksemstart werd vervolgd met een teleurstellende opgave in Griekenland, waar Audi domineerde maar Peugeot wel kon achtervolgen. Het was echter in Finland waar Vatanen de 205 haar debuutzege kon schenken. Later in het jaar won de Fin ook nog in San Remo en de seizoensafsluiter in Groot-Brittannië, waardoor veel voorspoed werd verwacht voor het eerste volledige seizoen van de 205 T16 in 1985.

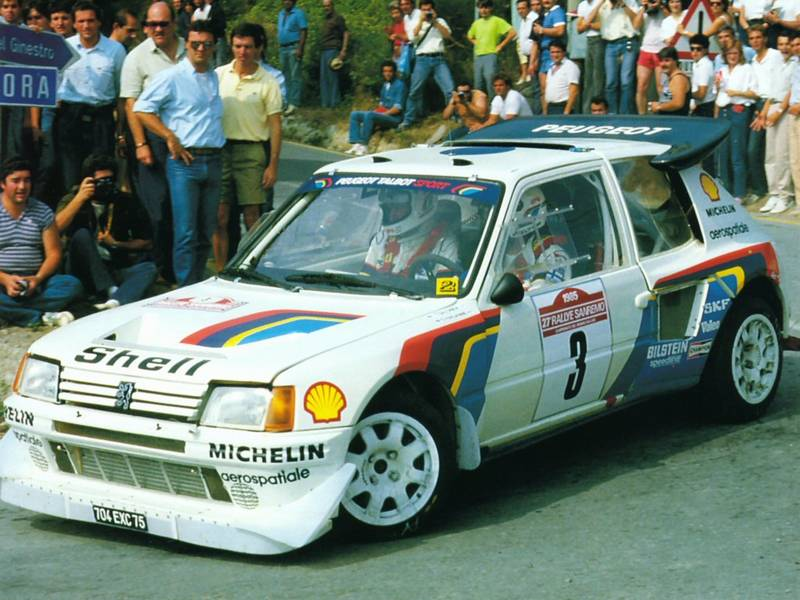
Timo Salonen greep op dominante wijze naar de titel in 1985

Tijdens de seizoensopener in Monte Carlo in 1985 vond er een gedenkwaardige overwinning plaats voor Vatanen en Peugeot. Hij domineerde namelijk de rally, maar moest na een inklokfout van zijn navigator Terry Harryman voor ingang van de laatste dag een straftijd accepteren, waardoor Audi-rijder en viervoudig winnaar van het evenement Walter Röhrl de leiding overnam met een voorsprong van acht minuten. Deze wist Vatanen echter goed te maken, en hij won de rally uiteindelijk met vier minuten voorsprong op Röhrl, terwijl Peugeots nieuwkomer Timo Salonen als derde eindigde. Ook op de sneeuw in Zweden was de combinatie Vatanen-Peugeot oppermachtig. Deze zege was de laatste in een reeks van vijf achtereenvolgens behaalde overwinningen van Vatanen achter het stuur van de 205 T16. De rest van het seizoen verliep wisselvallig, en kwam uiteindelijk tot een abrupt einde door een zwaar ongeluk in Argentinië, die Vatanen bijna zijn leven deed kosten. Teamgenoot Salonen had op dat moment al het roer overgenomen, en bewees dit onder meer door zijn vier opeenvolgende overwinningen in Griekenland, Nieuw-Zeeland, Argentinië en Finland, terwijl hij eerder in het seizoen ook al in Portugal won. Zijn overwinning in Finland betekende de rijderstitel voor Salonen en tevens de constructeurstitel voor Peugeot. Al eerder in het seizoen debuteerde Peugeot met Bruno Saby de tweede evolutie van de 205 T16; simpel aangeduid met de toevoeging E2 achter de naam. Deze had meer aerodynamica en werd tevens gekarakteriseerd door een grote achterspoiler. Deze versie won met Salonen in Finland haar eerste WK-rally. Tijdens de tweede seizoenshelft kwam ook de concurrentie met nieuw materiaal, waaronder Lancia, die met de Delta S4 Peugeots voorbeeld namen met een compact model.

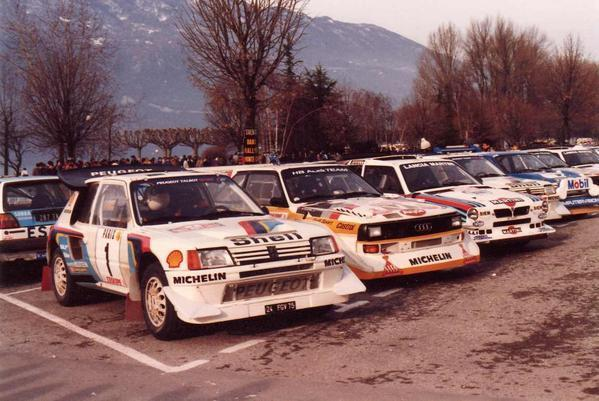
De Peugeot 205 T16 E2 (vooraan) van Timo Salonen tijdens de Rally van Monte Carlo in 1986

De toenemende concurrentie bereikte een hoogtepunt aan het begin van het seizoen 1986 in Monte Carlo. Juha Kankkunen verving de nog herstellende Vatanen binnen het team. Regerend wereldkampioen Timo Salonen plaatste zich als beste Peugeot-rijder met een tweede plaats achter de Lancia Delta S4 van Henri Toivonen. In Zweden won Kankkunen zijn eerste WK-rally voor Peugeot, terwijl in Portugal alle fabrieksteams zich terugtrokken uit de wedstrijd na een ongeval waarin toeschouwers om het leven kwamen. De eerste echte asfaltoverwinning van de 205 T16 kwam op naam van Saby, die zegevierde in Corsica. Het evenement werd echter overschaduwd door het dodelijk ongeluk van Henri Toivonen en diens navigator Sergio Cresto. FIA president Jean-Marie Balestre kwam vervolgens met de mededeling dat naar aanleiding van de gebeurtenissen in Portugal en Corsica, de Groep B-klasse een competitieverbod kreeg opgelegd, ingaand vanaf het seizoen 1987. Peugeot was een van de merken die hier niet mee konden instemmen, en zouden uiteindelijk na afloop van het seizoen het kampioenschap bekoeld verlaten. De 205 T16 won in het resterende seizoen nog met titelkandidaat Kankkunen in Griekenland en Nieuw-Zeeland, en met titelhouder Salonen in Finland (waar Peugeot haar tweede constructeurstitel op rij won) en Groot-Brittannië. 

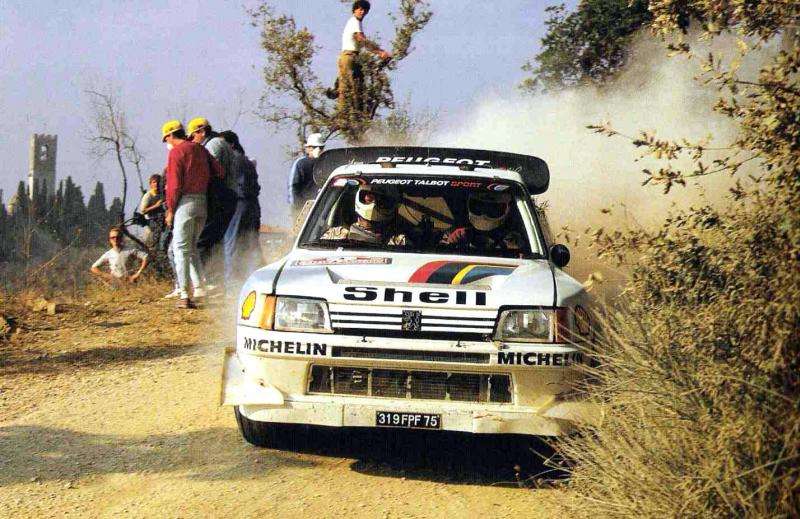
Kankkunen, wereldkampioen in 1986, tijdens de Rally van San Remo datzelfde jaar, waar het gehele Peugeot team op controversiële wijze uit de wedstrijd werd gehaald

Tijdens de Rally van San Remo werd het gehele Peugeot-fabrieksteam uit de wedstrijd gehaald, nadat de technische commissie de conclusie had getrokken dat Peugeot gebruik maakte van zij-skirts aan de onderzijde van de auto, die niet gehomologeerd waren. Dit werd in eerste instantie opgemerkt door Lancia, dat er vervolgens protest mee ging aantekenen bij de organisatie, die daar op haar beurt geluid aan gaf. Teamleider Jean Todt tekende protest aan na deze diskwalificatie, maar mocht het team de rally niet voortzetten, waardoor Lancia het maximale aan punten kon scoren. Tijdens de seizoensafsluiter in de Verenigde Staten werd de rijderstitel in het voordeel beslist van Lancia-rijder Markku Alén, die Kankkunen daar voorbleef en won. Nog geen twee weken later kwam de FIA echter met een uitspraak over de gebeurtenissen in San Remo, en besloot de resultaten van het evenement te schrappen, met de criteria dat de organisatie geen recht had Peugeot uit de wedstrijd te halen, aangezien er in de technische reglementen niks stond over een verbod van het gebruik van dit soort onderdelen, waar Peugeot in eerste instantie op betrapt werd. Hierdoor verloor Alén zijn maximaal gescoorde punten en kwam de rijderstitel op naam van Kankkunen.

### Andere disciplines

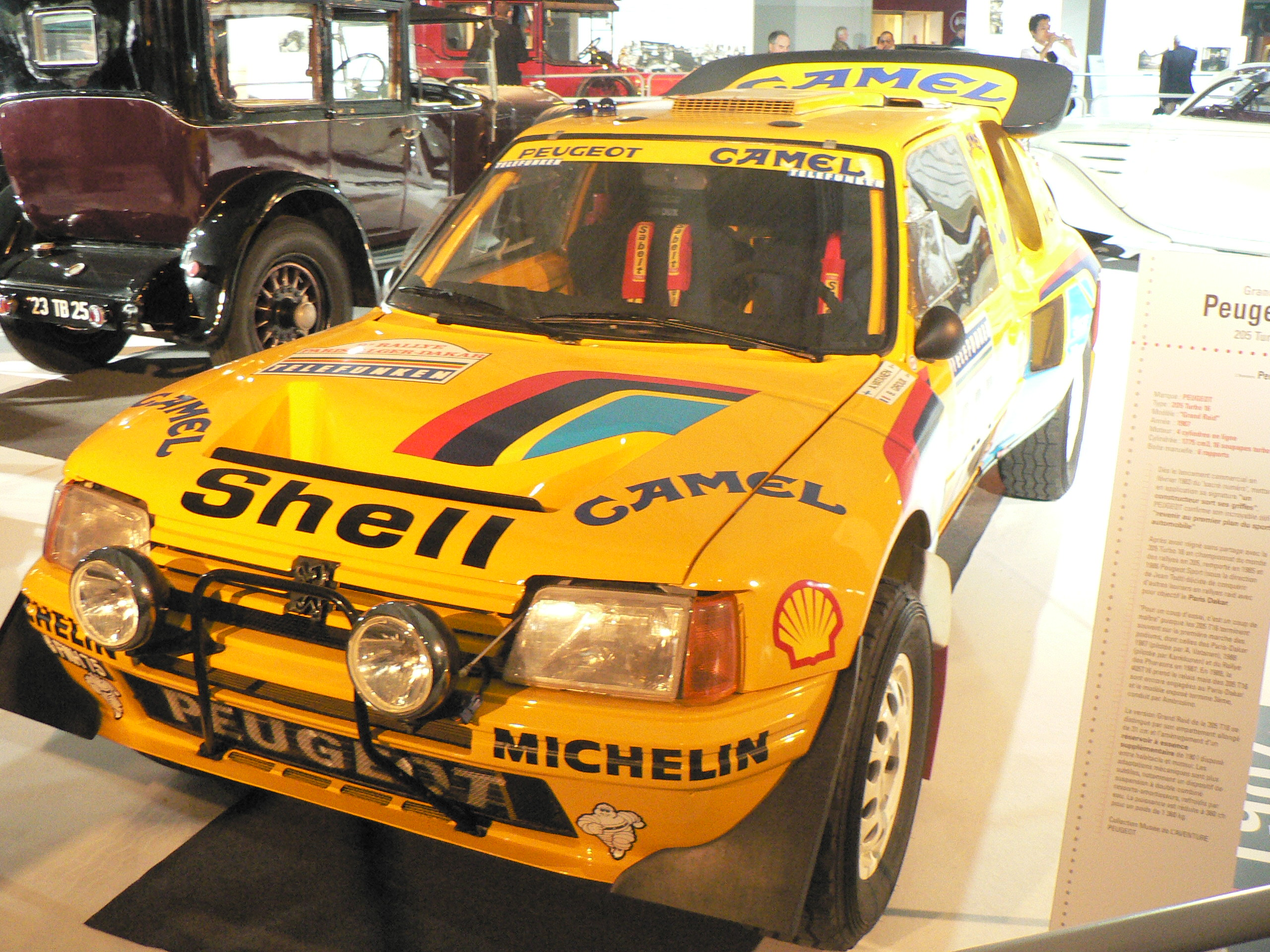
De 205 T16 in Dakar uitvoering, waarmee Vatanen de rally in 1987 won

Na het schrappen van de Groep B-klasse in het wereldkampioenschap, besloot Peugeot het project met de 205 T16 voort te zetten in een andere discipline; de langeafstandswedstrijden met de Dakar Rally hierin de hoofdmoot. Een aangepaste versie van de 205 T16 was gelijk in haar eerste poging succesvol, toen het met een terugkerende Ari Vatanen de Dakar op naam schreef. Ook nam het team later dat jaar met een aangepast model deel aan de Pikes Peak-heuvelklim, waarin het echter met Vatanen moest toegeven aan de Audi Quattro van Walter Röhrl. In 1988 introduceerde Peugeot de 405 Turbo 16, die in zekere zin gebaseerd was op de 205 T16. Peugeot zou desondanks de 205 T16 nog inzetten in de Dakar-rally's van 1988 en 1989, en won zelfs met Juha Kankkunen de editie van 1988. Voormalig rallyrijder Guy Fréquelin won ook datzelfde jaar nog met een 205 T16 het Frans nationaal rallycross kampioenschap.Van 1987 t/m 1990 won de Peugeot 205 Turbo 16 het FIA Europees Rallycross kampioenschap divisie 2.Een keer door de fin Seppo Niittymäki in 1987, en drie keer door de fin Matti Alamäki in 1988,1989 en 1990.
Peugeot zou in later jaren een omweg maken naar circuit, waarin het nog succesvol was in de 24 uur van Le Mans. In de late jaren negentig keerde Peugeot echter weer terug in de rallysport met de 206 WRC. Alhoewel deze auto niet gelijk in het debuutjaar won, wist het een opvallend parallel te slaan met de 205 T16, door in het daaropvolgende seizoen 2000 de constructeurstitel te winnen, terwijl ook hun rijder Marcus Grönholm kon zegevieren door het rijderskampioenschap op naam te schrijven.

## Specificaties
| Peugeot 205 Turbo 16  | Peugeot 205 Turbo 16 | Peugeot 205 Turbo 16         |                                   | Peugeot 205 Turbo 16 E2 | Peugeot 205 Turbo 16 E2 | Peugeot 205 Turbo 16 E2 |
| Carrosserie           | Merk                 | Peugeot                      | =                                 |                         |                         |                         |
| Carrosserie           | Type                 | 205 T16                      | 205 T16 Evolution 2               |                         |                         |                         |
| Carrosserie           | Body                 | Hatchback, 2-deurs           | =                                 |                         |                         |                         |
| Carrosserie           | Materiaal            | Kevlar en plastic            | =                                 |                         |                         |                         |
|                       |                      |                              |                                   |                         |                         |                         |
| Afmetingen en gewicht | Lengte               | 3825 mm                      | =                                 |                         |                         |                         |
| Afmetingen en gewicht | Breedte              | 1674 mm                      | =                                 |                         |                         |                         |
| Afmetingen en gewicht | Hoogte               | 1410 mm                      | 1420 mm                           |                         |                         |                         |
| Afmetingen en gewicht | Wielbasis            | 2540 mm                      | =                                 |                         |                         |                         |
| Afmetingen en gewicht | Gewicht              | 940 kg                       | 910 kg                            |                         |                         |                         |
|                       |                      |                              |                                   |                         |                         |                         |
| Technisch             | Motor                | 4 cilinder in-lijn, Turbo    | =                                 |                         |                         |                         |
| Technisch             | Motor positie        | Centraal, transvers          | =                                 |                         |                         |                         |
| Technisch             | Capaciteit           | 1775 cc                      | =                                 |                         |                         |                         |
| Technisch             | Boring × Slag        | 83 × 82                      | =                                 |                         |                         |                         |
| Technisch             | Ventielen per cil.   | 4                            | =                                 |                         |                         |                         |
| Technisch             | Nokkenas             | dohc                         | =                                 |                         |                         |                         |
| Technisch             | Vermogen             | 350 Pk/8000 tpm              | 500 Pk/7500 tpm                   |                         |                         |                         |
| Technisch             | Max. koppel          | 450 Nm/5000 tpm              | 500 Nm/5500 tpm                   |                         |                         |                         |
| Technisch             | Verbranding          | Injectie                     | =                                 |                         |                         |                         |
| Technisch             | Transmissie          | Handmatige 5-versnellingsbak | Handmatige 5 of 6-versnellingsbak |                         |                         |                         |
| Technisch             | Aandrijving          | 4WD                          | =                                 |                         |                         |                         |
| Technisch             | Ophanging            | Dubbele draagarm             | =                                 |                         |                         |                         |

## Complete resultaten in het Wereldkampioenschap Rally
| Seizoen | Rijders             | 1   | 2   | 3   | 4   | 5   | 6   | 7   | 8   | 9   | 10  | 11  | 12  | 13  | Pos. | Punten |
| ------- | ------------------- | --- | --- | --- | --- | --- | --- | --- | --- | --- | --- | --- | --- | --- | ---- | ------ |
| 1984    |                     | MON | ZWE | POR | KEN | FRA | GRI | NZL | ARG | FIN | ITA | IVK | GBR |     | 3    | 74     |
| 1984    | Ari Vatanen         |     |     |     |     | NF  | NF  |     |     | 1   | 1   |     | 1   |     | 3    | 74     |
| 1984    | Jean-Pierre Nicolas |     |     |     |     | 4   | NF  |     |     |     | 5   |     |     |     | 3    | 74     |
| 1985    |                     | MON | ZWE | POR | KEN | FRA | GRI | NZL | ARG | FIN | ITA | IVK | GBR |     | 1    | 142    |
| 1985    | Ari Vatanen         | 1   | 1   | NF  | NF  | NF  | NF  | 2   | NF  |     |     |     |     |     | 1    | 142    |
| 1985    | Timo Salonen        | 3   | 3   | 1   | 7   | NF  | 1   | 1   | 1   | 1   | 2   |     | NF  |     | 1    | 142    |
| 1985    | Bruno Saby          | 5   |     |     | NF  | 2   |     |     |     |     | NF  |     |     |     | 1    | 142    |
| 1985    | Carlos Reutemann    |     |     |     |     |     |     |     | 3   |     |     |     |     |     | 1    | 142    |
| 1985    | Kalle Grundel       |     |     |     |     |     |     |     |     | 5   |     |     | NF  |     | 1    | 142    |
| 1985    | Mikael Sundström    |     |     |     |     |     |     |     |     |     |     |     | NF  |     | 1    | 142    |
| 1986    |                     | MON | ZWE | POR | KEN | FRA | GRI | NZL | ARG | FIN | IVK | ITA | GBR | VST | 1    | 137    |
| 1986    | Timo Salonen        | 2   | NF  | NF  |     | NF  | NF  | 5   |     | 1   |     | NF  | 1   |     | 1    | 137    |
| 1986    | Juha Kankkunen      | 5   | 1   | NF  | 5   |     | 1   | 1   | NF  | 2   |     | NF  | 3   | 2   | 1    | 137    |
| 1986    | Bruno Saby          | 6   |     |     |     | 1   | 3   |     | NF  |     |     | NF  |     |     | 1    | 137    |
| 1986    | Shekhar Mehta       |     |     |     | 8   |     |     |     |     |     |     |     |     |     | 1    | 137    |
| 1986    | Stig Blomqvist      |     |     |     |     |     |     |     | 3   | 4   |     |     |     |     | 1    | 137    |
| 1986    | Andrea Zanussi      |     |     |     |     |     |     |     |     |     |     | NF  |     |     | 1    | 137    |
| 1986    | Mikael Sundström    |     |     |     |     |     |     |     |     |     |     |     | 4   |     | 1    | 137    |